# 프리페이퍼
프리페이퍼(영어: free paper)는 광고 수익을 바탕으로 정기적으로 제작되어 무료로 특정한 독자층에 배포되는 인쇄 매체이다.
프리 뉴스페이퍼, 즉 무료 신문은 주로 도시와 마을의 중심 장소, 대중교통을 통해 다른 신문과 함께 또는 개별적으로 집집마다 무료로 배포된다. 이러한 신문의 수입은 광고를 기반으로 한다. 매일, 매주, 매월 등 다양한 빈도 수준으로 게시된다.